# Arrêt AETR
L'arrêt rendu le 31 mars 1971 dans l'affaire  Commission des Communautés européennes contre Conseil des Communautés européennes - Accord Européen sur les Transports Routiers (ou plus simplement Arrêt AETR, affaire 22/70) par la Cour de justice des Communautés européennes (ou CJCE) est l'une des bases de la jurisprudence du droit communautaire. 
Cet arrêt pose plusieurs grands principes de la construction européenne : la subsidiarité (parallélisme des compétences internes et externes des Communautés), la primauté du droit européen sur les droits nationaux, et l'existence d'une personnalité juridique internationale des Communautés. 

## Les faits
Lors d'une délibération du 20 mars 1970, les membres du Conseil des ministres décident que l'Accord européen sur les transports routiers (AETR) qui est en cours de négociation, sera signé et négocié à titre individuel par chacun des États membres. Cet accord portait sur les règles de sécurité pour les conducteurs professionnels, notamment par exemple les temps de conduite. La Commission européenne, s'appuyant sur les Traités qui considèrent les transports comme une compétence des Communautés (Titre IV), considère qu'elle et elle seule devrait négocier et signer cet accord international, puisqu'il aurait pour résultat d'influer sur la politique des transports au niveau communautaire entier. Elle demande donc à la Cour de Justice des Communautés que celle-ci annule la délibération du Conseil.

## La décision de la CJCE
La Cour refusa le recours de la Commission en annulation de la délibération du Conseil à cause de son contexte. Mais elle affirma que si la compétence en matière de transports continuait à être partagée entre les Communautés et les États membres, la pratique réglementaire - en instaurant des règles communes - aurait fait que l'exclusivité aurait progressivement glissé en faveur des organes européens. La signature de cet accord par les États membres ayant pour effet d'influer sur la situation des transports au niveau communautaire, ceux-ci empiétaient donc sur les compétences de la Commission. Celle-ci se voyait donc confirmer dans sa personnalité juridique au niveau international - les États membres perdaient là le droit de s'engager individuellement dans des accords internationaux dans ce domaine, alors même qu'initialement cela n'était pas prévu de manière explicite dans les traités : le transfert de compétence aura donc été implicite.
Le principe de subsidiarité se retrouve là dans ce qu'il détermine une règle fondamentale du fonctionnement européen : lorsqu'une compétence est partagée entre États et Communautés (ou, plus tard, avec l'Union), celle-ci s'exerce pour un problème donné au niveau le plus proche des citoyens mais aussi le plus efficace : si la question concerne le niveau communautaire (ici les conditions de travail des routiers circulant sur les routes européennes), la partie la plus adaptée à avoir une vision d'ensemble de la situation est donc la CEE. À l'inverse, la réglementation concernant un point particulier (transit sur un pont, une route particulière) peut très bien être réglée au niveau local (voir bilatéral si le pont est frontalier) et la Commission ne s'en mêle pas.